# Barricade (2007)
Barricade é um filme de terror teuto-norte-americano de 2007 dirigido por Timo Rose e estrelado por Raine Brown, Joseph Zaso, André Reissig, Thomas Kercmar, Manoush, e Andreas Pape. 